# قرن جيرون
جيرون ويحيط بها قرن جيرون وحريق سعيد والكرم هي إحدى قرى لبنان، وهي منطقة مزارع تابعة إدارياً لبلدة قرحيا،  تقع في الشمال الشرقي لقضاء الضنية على ارتفاع يتراوح بين 800 و 2000 م عن سطح البحر.

## الموقع
يحدها من الشمال بلدة القمامين الفاصلة بينها وبين جبال بلدة مشمش (عكار) ومن الشرق قضاء الهرمل وجبال الأربعين ومن الجنوب قرية جيرون ومن الغرب مجرى نهر البارد (أو نهر موسى كما يسميه السكان المحليون) الذي ينبع من أعالي جرود المنطقة والذي يفصلها عن البلدات العكارية حرار وقبعيت.
تبلغ مساحتها حوالي ال-10 كم مربع معظمها غابات.
في أيام المواسم الزراعية، يقطن هذه القرية العديد من أهالي قرصيتا الذين يملكون أراضٍ زراعية فيها. معظم هؤلاء يعيشون إما في قرصيتا أو في ضواحي مدينة طرابلس (لبنان).
تبعد قرن جيرون حوالي ال-40 كم عن طرابلس وال-120 كم عن العاصمة بيروت. يمكن الوصول إليها إما عن طريق الضنية الرئيسي عبر سير أو الطريق المستحدث عبر طاران وإما عن طريق جرود عكار عبر الطريق الذي يربط بلدة ببنين ببلدة قبعيت في شرق عكار. يحتاج قاصدها إلى مدة ساعة تقريباً للوصول إليها انطلاقاً من مركز مدينة طرابلس (لبنان).

## الزراعة
توجد في هذه المنطقة غابة أرز فيها كما ويوجد العديد من الأشجار النادرة كشجرة الشوح، وشجر اللزاب والعرعر، كما وتتميز بموقعها الرائع جداً والذي من خلاله يمكن رؤية معظم البلدات العكارية والطرابلسية إضافةً إلى مناطق الساحل السوري.
تعتبر هذه المنطقة من أهم مناطق التنزه في القضاء نظراً للطبيعة الخلابة وللهدوء الدائم فيها.
يعتبر الإجاص من أهم منتجاتها الزراعية، يليه الدراق والتفاح ثم الكرز والعنب والعديد من الفواكه الأخرى والخضار المتنوعة.
ولقد أتاح توفر الأراضي الزراعية كذلك زراعة القمح والحمص ولكن للاكتفاء الذاتي.
كما وبدأت مؤخراً تربية النحل وتم إنشاء بعض المزارع الحيوانية.
يعتمد معظم مزارعيها على تخزين المياه لري أراضيهم، وقد تم جر مياه الشفة من أعالي جرد مربين لمسافة 25 كم في الجبال الوعرة وصولاً إلى البيوت والمزارع بمبادرة شخصية من مزارعي المنطقة.
نظراً لبعد المنطقة ووعورة طرقاتها، يعاني سكانها من صعوبة تصريف إنتاجهم الزراعي.

## العائلات
آل عبلا و آل خضر آل خليل التركمان وآل زنوب وآل حسنة وآل الدواش